# Kwak Sun-young
Kwak Sun-young (곽선영?, 郭善英?, Gwak Seon-yeongLR, Kwak SŏnyŏngMR; Seul, 11 maggio 1983) è un'attrice sudcoreana.
Ha iniziato la sua carriera come attrice teatrale nel 2006, recitando da protagonista negli adattamenti di Gung (2010) e Full House (2014). Nel 2018 ha iniziato a fare audizioni per le pubblicità: quando un suo spot per una bevanda energetica è diventato popolare, ha ricevuto offerte per recitare in televisione, e la sua prima apparizione sul piccolo schermo è stata nella serie Chin-aehaneun pansanimkke.

## Filmografia

### Televisione
- Chin-aehaneun pansanimkke (친애하는 판사님께?) – serie TV (2018)
- Namjachingu (남자친구?) – serie TV (2018-2019)
- My Country: The New Age (나의 나라?) – serie TV (2019)
- VIP (브이아이피?) – serie TV (2019)
- Mystic Pop-up Bar (쌍갑포차?) – serie TV (2020)
- Hospital Playlist (슬기로운 의사생활?) – serie TV (2020-2021)
- Inspector Koo (구경이?) – serie TV (2021)
- Botong-ui jaehwa (?) – film TV (2021)
- Behind Every Star (연예인 매니저로 살아남기?) – serie TV (2022)
- Dunoegongjo (두뇌공조?) – serie TV (2023)
- Una famiglia in fuga (무빙?) – serie TV (2023)
- Crash (크래시?) – serie TV (2024)
- Resident Playbook (언젠가는 슬기로울 전공의생활?, Eonjen-ganeun seulgiro-ul jeongong-uisaenghwalLR) – serie TV, episodio 7 (2025)

## Riconoscimenti
- Blue Dragon Series Award
  - 2024 – Candidatura Miglior attrice di supporto per Una famiglia in fuga[7]
- KBS Drama Award
  - 2021 – Candidatura Miglior attrice in un drama speciale per Botong-ui jaehwa[8]
- SBS Drama Award
  - 2019 – Candidatura Miglior nuova attrice per VIP[9]